# Кубок Президента ОАЕ з футболу 2023—2024
Кубок Президента ОАЕ з футболу 2023—2024 — 47-й розіграш кубкового футбольного турніру в ОАЕ.

## Календар
| Раунд           | Дата                      | Матчі | Клуби   |
| --------------- | ------------------------- | ----- | ------- |
| Перший раунд    | 2 вересня 2023            | 1     | 31 → 30 |
| Другий раунд    | 14–15 жовтня 2023         | 8     | 30 → 22 |
| Третій раунд    | 11–12 листопада 2023      | 4     | 22 → 18 |
| Четвертий раунд | 3 грудня 2023             | 2     | 18 → 16 |
| 1/8 фіналу      | 16–18 лютого 2024         | 8     | 16 → 8  |
| 1/4 фіналу      | 2–3 квітня 2024           | 4     | 8 → 4   |
| 1/2 фіналу      | 30 квітня – 1 травня 2024 | 4     | 4 → 2   |
| Фінал           | 17 травня 2024            | 1     | 2 → 1   |

## 1/8 фіналу
| Команда 1            | Рахунок | Команда 2     |
| -------------------- | ------- | ------------- |
| 16 лютого 2024       |         |               |
| Аль-Джазіра          | 1:0     | Аль-Арабі (2) |
| Хатта                | 0:1     | Аджман        |
| 17 лютого 2024       |         |               |
| Аль-Васл             | 7:1     | Емірейтс Клаб |
| Шарджа               | 2:1     | Аль-Батаех    |
| Ан-Наср              | 1:0     | Хаур-Факкан   |
| 18 лютого 2024       |         |               |
| Аль-Іттіхад (Кальба) | 3:0     | Фуджайра (2)  |
| Шабаб Аль-Аглі       | 2:1 дч  | Баніяс        |
| Аль-Айн              | 1:0     | Аль-Вахда     |

## 1/4 фіналу
| Команда 1            | Рахунок | Команда 2      |
| -------------------- | ------- | -------------- |
| 2 квітня 2024        |         |                |
| Аджман               | 1:2     | Ан-Наср        |
| Аль-Джазіра          | 0:3     | Аль-Васл       |
| 3 квітня 2024        |         |                |
| Шарджа               | 3:4     | Шабаб Аль-Аглі |
| Аль-Іттіхад (Кальба) | 2:1     | Аль-Айн        |

## 1/2 фіналу
| Команда 1      | Рахунок | Команда 2            |
| -------------- | ------- | -------------------- |
| 30 квітня 2024 |         |                      |
| Аль-Васл       | 4:1     | Аль-Іттіхад (Кальба) |
| 1 травня 2024  |         |                      |
| Ан-Наср        | 4:3 дч  | Шабаб Аль-Аглі       |

## Фінал
| Команда 1      | Рахунок | Команда 2 |
| -------------- | ------- | --------- |
| 17 травня 2024 |         |           |
| Аль-Васл       | 4:0     | Ан-Наср   |